# Karnemelk

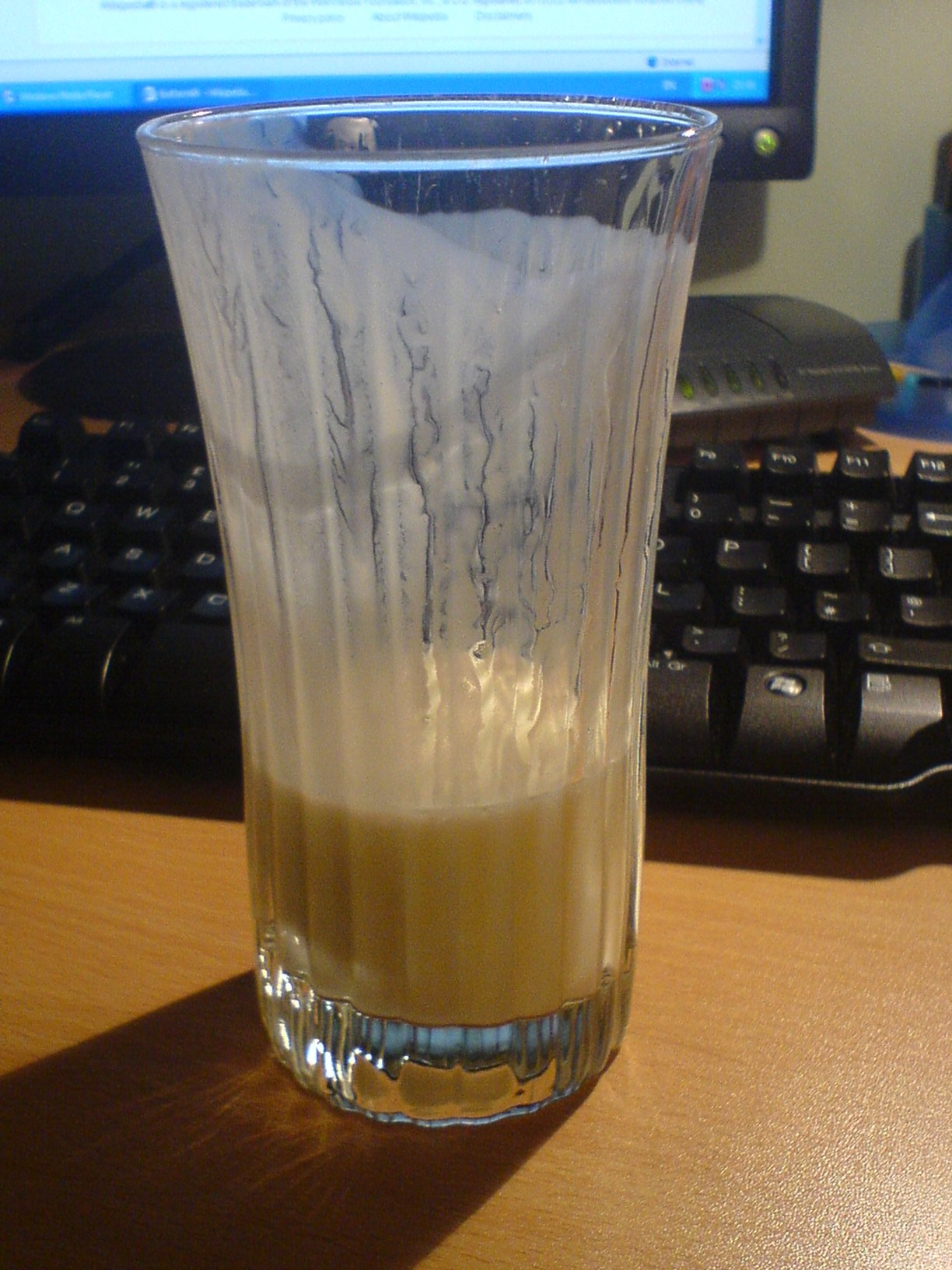
Deels leeggedronken glas karnemelk. Boven in het glas de strepen die achterblijven na het drinken van karnemelk.

Karnemelk of botermelk (informeel) is een vetarm, zuur en drinkbaar zuivelproduct.

## Productie
Van oudsher is karnemelk een bijproduct van kleinschalige boterproductie. Het ontstaat door het karnen van (verzuurde) room. Hierbij wordt de room in een speciale bak met kracht geroerd. Het deel dat roert, is traditioneel vaak een plank met een aantal grote gaten, al zijn er ook andere manieren uitgevonden om de boter van de karnemelk te scheiden (zoals simpelweg schudden). Een veelgebruikt Europees model uit het verleden is de stootkarn, een smalle, rechtopstaande ton waarin een ronde plank of ander roerinstrument middels een stok op en neer wordt gestoken. Een ander bekend model is de karnton, een kleine liggende of staande ton waarin meerdere planken, gemonteerd op een as, middels een zwengel worden rondgedraaid. Tijdens het karnen komt het vet uit de melk vrij en klontert het samen tot boterklonten. De boter wordt uit de container verwijderd en opgeslagen. De overgebleven zure vloeistof wordt gedronken als karnemelk.
Tegenwoordig is karnemelk meestal geen bijproduct meer van boterproductie, maar aangezuurde magere melk. Aan de melk worden melkzuurbacteriën toegevoegd, waardoor de melksuiker (lactose) wordt omgezet in melkzuur. Deze zure melk wordt ook verkocht onder de naam karnemelk. Biologisch-dynamische karnemelk wordt nog wel op de traditionele manier gemaakt. Klassieke karnemelk is meestal wel nog te krijgen op boerderijen die zelf hun melk verwerken tot boter, yoghurt en/of diverse kazen.

## Gebruik
Vooral in Nederland wordt de drank van oudsher op prijs gesteld, al loopt de populariteit wel wat terug. Karnemelk wordt het hele jaar gedronken, maar vooral in de zomer bij hoge temperaturen. Een ouderwets Nederlands nagerecht is karnemelkse pap: gekookte karnemelk met bloem (of een ander ingrediënt) en vaak gezoet met stroop. Ook hangop wordt vaak van karnemelk gemaakt. 
Karnemelk wordt in België wel verkocht, maar daar heeft het niet de bekendheid die het in Nederland heeft. In de streek rond Geraardsbergen is het een ingrediënt bij de bereiding van mattentaarten. Aan kokende volle melk wordt karnemelk toegevoegd waardoor de melk stremt. Na uitlekken houdt men 'matten' over. Deze worden gemengd met eieren en amandelen en dan in taartvormpjes gedaan die zijn bekleed met bladerdeeg. Het geheel wordt afgedekt met een andere laag bladerdeeg waarna het wordt gebakken. Mattentaarten hebben sinds 2007 een door de Europese Unie beschermde herkomstbenaming.
Vroeger werd in Vlaanderen karnemelk geconsumeerd voor het hoofdgerecht, ter vervanging van soep. Het komt ook voor in een hoofdgerecht: aardappelen met karnemelk en zachtgekookte eieren met in boter gestoofde uien. Een variant is totjespap (totje = patatje = aardappeltje), bestaande uit aardappelpuree met karnemelk en gebruinde boter met daarop een gebakken eitje.
In Duitsland kent men karnemelk als Buttermilch, maar wat smaak betreft, lijkt het meer op andere soorten zure zuivel zoals het vettere Sauermilch. In de Verenigde Staten wordt karnemelk vooral in pannenkoeken verwerkt. In Frankrijk wordt karnemelk gedronken met vruchtenstroop. In Afghanistan en Iran wordt karnemelk ook wel gemengd met kruiden en geserveerd als bijgerecht, genaamd doegh. In Zuid-Afrika is karringmelk algemeen verkrijgbaar, maar wordt daar weinig gedronken. Wel is het een vaak gebruikt ingrediënt voor de thuisbakker, bijvoorbeeld voor karringmelkbeschuit.

## Varianten
Uit de Kaukasus stamt kefir, een gefermenteerde licht alcoholische melkdrank die veel in het Midden-Oosten wordt gedronken. In dezelfde regio kent men ayran, een licht gezouten yoghurtdrank, en koemis, gefermenteerde merriemelk.

## Strepen in een leeg karnemelkglas
De strepen die ontstaan na het leegdrinken van een glas karnemelk vinden hun oorzaak in de samenstelling van karnemelk. Karnemelk bestaat uit water, eiwit, zouten en melkzuur. Het melkzuur tast eiwitdeeltjes aan zodat ze in karnemelk tot grotere deeltjes samenklonteren dan in melk, tot wel duizend keer groter. Deze grote eiwitdeeltjes zakken door de zwaartekracht na verloop van tijd naar beneden. Als een hoeveelheid karnemelk enkele dagen stil staat, gaat de karnemelk zich vanzelf verdelen in een dunner en zuurder laagje bovenin en een dikker deel onderin.
Bij het leegdrinken van een glas karnemelk blijven de eiwitdeeltjes aanvankelijk aan het glas kleven. De grootste en zwaarste deeltjes glijden het eerst naar beneden en schuiven de deeltjes die ze tegenkomen aan de kant of voor zich uit en er ontstaat een 'schoon' spoor op de glaswand.